# La Bayamesa
La Bayamesa (El Himno de Bayamo) är Kubas nationalsång. Den framfördes första gången under slaget vid Balamo 1868, och skrevs av Perucho Figueredo som deltog i slaget. Melodin är den samma som en tidigare sång av Figueredo, som även den hette La Bayamesa. Sången antogs officiellt som nationalsång 1902, och den behölls som nationalsång även efter revolutionen 1959.

## Spansk text
Al combate, corred, Bayameses,

Que la Patria os contempla orgullosa;

No temáis una muerte gloriosa,

Que morir por la Patria es vivir.

En cadenas vivir, es morir

En afrenta y oprobio sumido;

Del clarín escuchad el sonido;

¡A las armas, valientes, corred!

## Svensk översättning
Till drabbning, spring, Bayameser

För Fäderneslandet räknar stolt med er

Räds icke en ärofull död

Att dö för Fäderneslandet är att leva

Att leva i kedjor är att dö

Försänkt i kränkningar och skam

Lyssna till hornets stöt

Till vapen! O ni modiga, nu spring!